# Raskrižje (Međimurje)
Raskrižje je bivše naselje u Hrvatskoj, regiji Međimurje. U ranijem društveno-političkom sustavu pripadalo je nekadašnjoj općini Čakovec, a zatim je političkom odlukom u vremenu nakon Drugog svjetskog rata tadašnja republička granica između Hrvatske i Slovenije pomaknuta i ono je izdvojeno iz Međimurja te s okolnim selima prebačeno u Sloveniju, gdje se i danas nalazi. U crkvenom pogledu župa Raskrižje je od davnina pripadala dijecezanskom području Zagrebačke biskupije (kasnije nadbiskupije), ali je u skladu s pomakom državne granice, nakon osamostaljenja Hrvatske i Slovenije, prebačeno pod upravu mariborskog biskupa. 

## Zemljopisni položaj
Raskrižje se ranije nalazilo na krajnjem sjeverozapadnom rubu Međimurja, udaljeno oko 4 kilometra sjeverno od Štrigove, oko 8 kilometara zapadno od Svetog Martina na Muri i oko 24 kilometra sjeverozapadno od Čakovca. Zemljopisno je smješteno u blizini glavnog toka rijeke Mure, na važnom prometnom pravcu koji ide njenom južnom, hrvatskom obalom, a povezivao je međimurska gradska i općinska sjedišta kao što su Mursko Središće i Sveti Martin na Muri sa selima i zaselcima smještenima zapadnije od njih: Jurovec, Lapšina, Čestijanec, Bukovje, Gibina, Šafarsko, Raskrižje, Vešćica i još neka. Taj se pravac dalje nastavljao prema zapadu do slovenskog grada Ljutomera i dalje. Na tom je pravcu prije više desetljeća izgrađena asfaltirana cesta, koja je pridonijela većoj povezanosti navedenih naselja. Od Raskrižja jedan je krak te ceste usmjeren prema jugu gdje su prema dubini Međimurja smješteni redom Banfi, Štrigova, Grabrovnik, Železna Gora i drugi.

## Povijest
Raskrižje je vrlo je stara naseobina. Od davnina se nalazilo na križanju značajnih prometnih pravaca, po čemu je i dobilo ime. Ovdje su se križali putovi koji su vodili prema Čakovcu, Varaždinu, Murskom Središću, Ljutomeru, Lendavi i Murskoj Soboti. Stanovništvo je od pamtivijeka velikom većinom bilo hrvatsko, kao i na području cijelog Međimurja. O tome svjedoče podatci o popisima stanovništva provedenima 1921. i 1931. godine.
U cijelom Međimurju, uključujući područje Raskrižja s okolnim naseljima, 1921. godine živjelo je 96.945 osoba, od čega 617 Slovenaca. Prema popisu iz 1931. godine broj Slovenaca se povećao na 800. Jednim od nekoliko preustroja tadašnje monarhističke države, iste je godine teritorij Štrigove (zajedno s raskriškim krajem) potpao pod Dravsku banovinu, u kojoj su bile slovenske zemlje. Na području župe Štrigova (obuhvaćajući i Raskrižje, te sela od Gibine na istoku do Vešćice na zapadu) te je 1931. godine bilo 97% Hrvata. Četrdeset godina poslije, u drugoj bivšoj državi, prema popisu iz 1971. godine, u župi Raskrižje, novoosnovanoj poslije Drugog svjetskog rata na sjeverozapadnom dijelu nekadašnje župe Štrigova, živjelo je samo 13,3% Hrvata, dok se udjel onih koji su se izjasnili kao Slovenci bio 81,9%, uz 4,8% neopredijeljenih.
Takva drastična promjena sastava stanovništva bila je posljedica jednim dijelom doseljavanja Slovenaca iz drugih krajeva Slovenije, a drugim dijelom odnarođivanja Hrvata sa šireg područja Raskrižja, odnosno politike slovenizacije. Taj proces je provođen nametanjem sustava obrazovanja, projektima izgradnje infrastrukture, uvjetovanjem mogućnošću gubitka zaposlenja u Sloveniji, te nasilnim upletanjem u crkvena pitanja, na primjer uvođenje samo slovenskog jezika u bogoslužje, uz ukidanje hrvatskog. Dok je u administrativnom pogledu Raskrižje prebačeno u Sloveniju nakon Drugog svjetskog rata, u crkvenom je ostalo pod upravom Zagrebačke nadbiskupije sve do početka 90-tih godina prošlog stoljeća. Tada je takozvanim slovenskim događanjem naroda dugogodišnji raskriški župnik Stjepan Slaviček nasilno protjeran iz svoje crkve sv. Ivana Nepomuka, a cijela župa stavljena pod okrilje tadašnje mariborske biskupije.
Sva nastojanja da se stvari oko prijelaza župe Raskrižje pod upravu slovenske crkve odvijaju na human, civiliziran i dostojanstven način nisu se ostvarila. O tome svjedoči pismo kardinala Franje Kuharića, tadašnjeg zagrebačkog nadbiskupa, koje je 3. rujna 1994. godine poslano mariborskom biskupu Francu Krambergeru, i u kojem kardinal, između ostalog, piše da smatra svojim pravom da, kao zagrebački nadbiskup, zahtijeva da se poštuje pravo i hrvatske manjine u župi Raskrižje na hrvatski jezik u liturgiji. Kardinal Kuharić je u tom pismu također zamolio biskupa Krambergera da se, kao apostolski administrator, dogovori sa sadašnjim župnikom u Raskrižju velečasnim Stjepanom Slavičekom o trajanju njegove službe u toj župi, te podsjetio na molbu Svete Stolice da se obdrži načelo iz Kanona 1752 Zakonika kanonskoga prava u kome se poziva “na pravičnost i da se pred očima ima spasenje duša, koje u Crkvi mora uvijek biti vrhovni zakon”. Razvoj događaja pokazao je da ništa od Kuharićevih zamolbi i zahtjeva nije poštovano. 
Na taj je način pitanje Raskrižja i njegove okolice ušlo u povijest kao neslavna epizoda u hrvatsko-slovenskim odnosima i uklopilo se u niz slučajeva slovenskog posezanja za hrvatskim teritorijem (Savudrijska vala, hrvatska sela uz rijeku Dragonju, područje uz rijeku Kupu, Bela krajina, Sveta Gera i drugo), od kojih su se neka, poput Raskrižja, ostvarila, a neka nisu. Slučaj Raskrižje nije jedinstveni takav slučaj, ali je ipak školski primjer i simbol odnarođivanja i otimanja hrvatskih područja, nastao upornom i sustavnom politikom kontinuiteta u provođenju takozvanog puzajućeg slovenskog ekspanzionizma. Pritom se vraćanje u prijašnje ili prvobitno stanje teško može zamisliti, a još teže očekivati.

## Vanjske poveznice
- Naselje Raskrižje, uz još neka susjedna sela i zaselke (Gibina, Veščica, Šafarsko i dr.), nekad se nalazilo u Međimurju  Arhivirana inačica izvorne stranice od 19. siječnja 2021. (Wayback Machine)
- Dio nekadašnjih naselja iz hrvatske župe Štrigova u Međimurju (npr. Raskrižje, Šafarsko, Gibina) danas je u sastavu Republike Slovenije
- Raskrižje u Sloveniji - rezultat procesa odnarođivanja Hrvata iz štrigovskog kraja i slovenskih teritorijalnih posezanja
- Slovenska komunistička vlast pripojila je Raskrižje Sloveniji
- Pismo kardinala Kuharića mariborskom biskupu o promjeni dijecezanskih granica i pravu Hrvata u Raskrižju na hrvatski jezik u liturgiji
- Odluka Vatikana da se župa Raskrižje izdvoji iz Zagrebačke nadbiskupije i pripoji Mariborskoj biskupiji